# 글렌케니언 브리지
글렌 캐니언 브리지(Glen Canyon Bridge) 또는 글렌 캐니언 댐(Dam) 브리지는 미국 애리조나주 코코니노 카운티에 있는 강철 아치교(橋)로, 콜로라도강을 가로질러 미국 국도 89번을 연결한다. 이 다리는 1957년 당시 상류 쪽 264m(865피트) 떨어진 곳에 건설되고 있는 글렌 캐니언 댐 공사에 필요한 자재 운송을 하기 위해 미 개발국(Bureau of Reclamation)에 의해 건설되었다. 2차선 교량은 전체 길이가 1,271피트(387m)이고 차도의 높이가 강 위 700피트(210m)에 달해 미국에서 가장 높은 다리 중 하나로 꼽힌다. 이 다리는 1959년 완공 당시 세계에서 가장 높은 아치교였다. 글렌 캐니언 브리지는 1959년에 완공되었고 댐공사는 1963년에 마쳐서 레이크파월 호수가 만들어졌다.

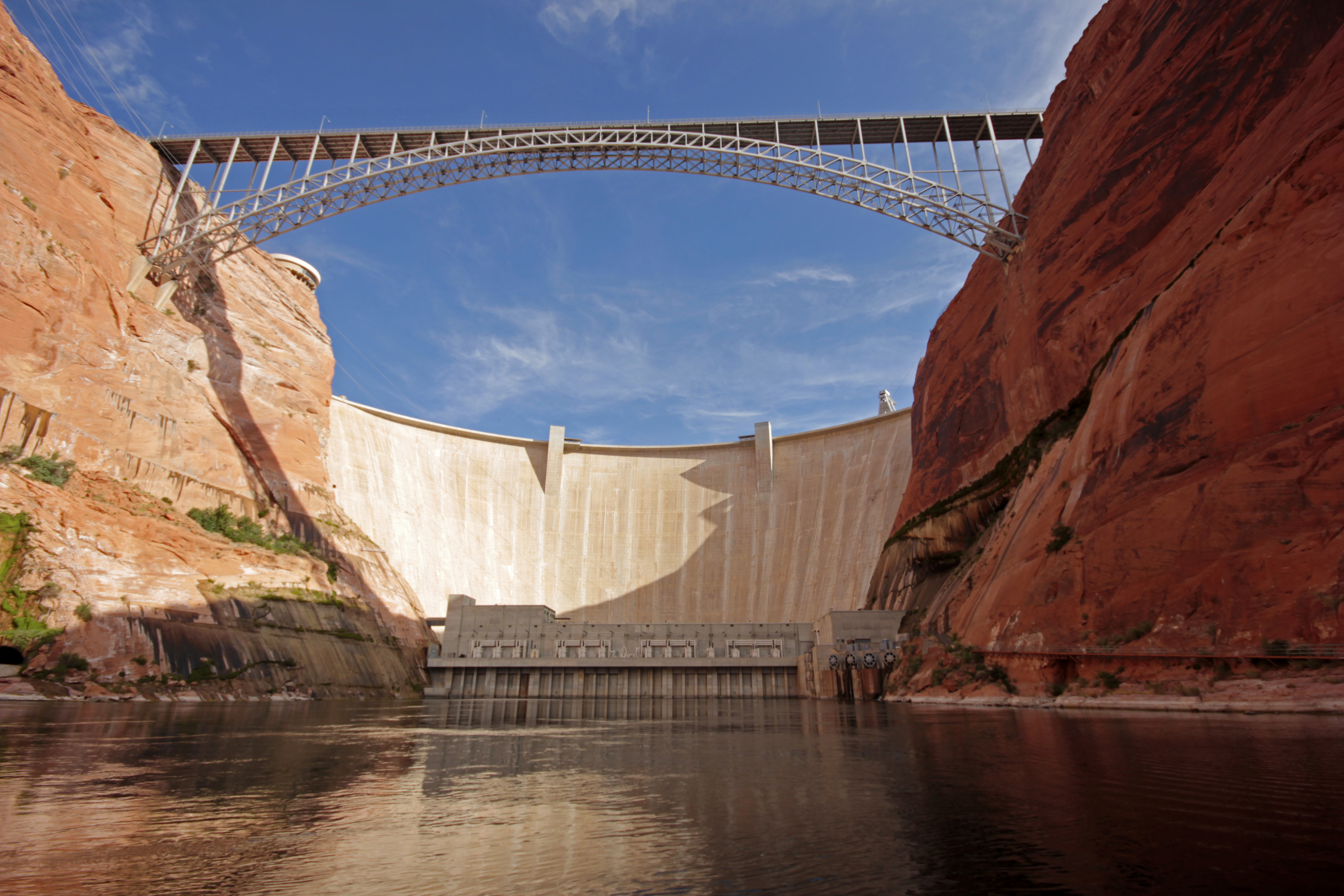
골로라도강을 막아서 파월호수를 만든 글렌캐니언 댐과 브리지.